# Aires protégées en Argentine
 (mars 2017).
Si vous disposez d'ouvrages ou d'articles de référence ou si vous connaissez des sites web de qualité traitant du thème abordé ici, merci de compléter l'article en donnant les références utiles à sa vérifiabilité et en les liant à la section « Notes et références ».
Les aires protégées en Argentine sont des espaces naturels jouissant d'une législation particulière en vue de la protection de leur patrimoine naturel, et inscrits dans le Système National Argentin des aires protégées (es). Ce système d'information peut aussi contenir des sites protégés pour leur patrimoine culturel (archéologique, historique ou apparenté).

## Réseau officiel national
En 2016, l'Argentine possède un réseau de 39 sites gérés nationalement et couvrant 3,7 millions d'hectares (soit à peine 1,33 % de la surface de l'Argentine continentale). À côté de ce réseau, il existe des aires protégées sous administration provinciale ou municipale, dont 400 sont membres du SIFAP (« Sistema Federal de Áreas Protegidas », Système fédéral des aires protégées) pour un total de 22 millions d'hectares (bien que seuls 20 % de celles-ci possèdent un degré de protection suffisant).
L'administration des parcs nationaux, responsable de la gestion des sites nationaux dépend de la loi 22351.
Le système national comprend les catégories suivantes :
- Aire protégée nationale : catégorie très large, comprenant toute aire protégée visant la protection, à divers degrés, de la nature et de la culture
- Parc national : les parcs nationaux en Argentine comprennent des espaces naturels reconnus pour leur beauté ou, à défaut, leur valeur écologique. Les activités humaines sont minimisées dans ces espaces.
- Réserve naturelle : les réserves naturelles sont souvent contigües aux parcs nationaux, bien qu'elles puissent être parfois isolées afin de préserver un paysage, un écosystème ou un espace (la réserve naturelle du Formosa a par exemple été créée pour protéger les tatous géants et les jaguars). Dans une réserve naturelle, les activités économiques qui ne nuisent pas au patrimoine naturel sont autorisées.
- Monument naturel : Cette catégorie comprend les zones où la protection est essentiellement mise sur des éléments du règne minéral, par exemple des formations géologiques particulières ou attractives (forêt pétrifiée, fossiles, paysages géologiques tels que ceux de Talampaya). Certaines espaces vivantes sont aussi considérées comme monuments naturels (cerf andin, mélèze patagonien, etc.)
- Parc naturel marin : cette catégorie a été établie en 2008 est représentée uniquement par le "Parque interjurisdiccional marino costero Patagonia Austral" (parc interterritorial marin-côtier de Patagonie australe), dans la province de Chubut. Les parcs naturels marins sont des AMP ou aires marines protégées, au même titre que le banc de Burdwood (ou banc de Namuncurá).
- Réserve naturelle intégrale: cette catégorie recouvre les aires protégées considérées comme des refuges pour les espèces ou écosystèmes très à risque.
- Réserve éducative (Reserva silvestre y educativa): ces aires protégés sont utilisées pour l'enseignement de la préservation des écosystèmes et de la vie sauvage.

Au travers des divers régimes (espaces naturels sous juridiction nationale, provinciale, municipale ou dépendant d'universités nationales ou d'ONG), le réseau consistait, fin 2005, en 250 aires protégées en Argentine. De ce total, seuls 22 % participent à une protection forte, permettant uniquement des activités humaines telles que les visites ou le tourisme. 78 % des aires protégées (particulièrement celles dépendant du Programme sur l'homme et la biosphère, des provinces, municipalités ou de certaines ONG) permettent des activités humaines considérées comme incompatibles avec la protection de l'environnement (habitations, agriculture, sylviculture, etc.).

## Autres aires protégées
En parallèle du système de parcs, réserves, etc. gérés par l'État argentin, d'autres aires protégées sont gérées par les provinces, communes, des associations ou même des entreprises privées.
Les premières aires protégées protégées provinciales datent datent de 1936, avec la création de la réserve forestière de la Florida et la réserve forestière Aconquija par le gouvernement de la province de Tucuman. En 1937 la province de Buenos Aires crée le parc provincial d'Ernesto Tornquist.
En 2008, plusieurs de ces réserves naturelles sous gestion provinciale, départementale, privée,... sont qualifiées de "réserves de papier".[réf. nécessaire]

## Sites protégées par des conventions internationales

### Sites Ramsar
La convention de Ramsar est entrée en vigueur en Argentine le 4 septembre 1992.
En janvier 2020, le pays compte 23 sites Ramsar, couvrant une superficie de 56 876,51 km2.

### Réserves de biosphère
L'Argentine possède 15 réserves de biosphère reconnues par l'Unesco.

### Patrimoine mondial
En 2017, l'Argentine compte 5 sites naturels inscrits au patrimoine mondial.